# Río La Miel
El río la Miel es un importante río del oriente del Departamento de  Caldas, nace en la cuchilla la Picona en el Municipio de  Marulanda, con un cauce alterado por el embalse Amaní, de la central hidroeléctrica Miel I de ISAGEN este embalse se encuentra en el municipio de Norcasia. Kilómetros más abajo del sitio de la presa sus aguas son retornadas a su cauce natural el río sigue su recorrido hasta entregar sus aguas al Río Magdalena. La Miel cuenta con numerosos afluentes pero su principal aportante es el Río Samaná Sur. Su caudal varia dependiendo la generación de la central, aunque en promedio la Miel registra caudales de 110 m³/s, en puerto plátano lugar como se conoce donde confluyen el Samaná y la Miel. A partir de esta unión la Miel aumenta considerablemente su caudal bañando los corregimientos de San Miguel corregimiento del Municipio de Sonsón y finalmente Buenavista corregimiento de La Dorada en este lugar aporta un caudal promedio de 215 m³/s al río Magdalena.

## Afluentes
- Río Tenerife
- Río Tasajos
- Río Moro
- Quebrada Norcasia
- Quebrada Santa Rita
- Río Manso
- Río Samaná Sur
  - Entre otros

## División
- Antioquia
  - Sonsón (Corregimiento de San Miguel
- Caldas
  - Marulanda Nacimiento
  - Pensilvania
  - Manzanares
  - Marquetalia
  - Samaná
  - Victoria
  - Norcasia
  - La Dorada Desembocadura